# Stazione di Forte dei Marmi-Seravezza-Querceta
Stazione di Forte dei Marmi-Seravezza-Querceta vasútállomás Olaszországban, amely Seravezza Querceta nevű frazionéját és Forte dei Marmit szolgálja ki.

## Vasútvonalak
Az állomást az alábbi vasútvonalak érintik:
- Pisa–La Spezia–Genova-vasútvonal

## Kapcsolódó állomások
A vasútállomáshoz az alábbi állomások vannak a legközelebb:
- Stazione di Pietrasanta
- Stazione di Massa Centro
- Stazione di Montignoso